# Raphael Thattil
Raphael Thattil (in malayalam റാഫേൽ തട്ടിൽ; Thrissur, 21 aprile 1956) è un arcivescovo cattolico indiano, dal 9 gennaio 2024 arcivescovo maggiore di Ernakulam-Angamaly dei siro-malabaresi e presidente del Sinodo della Chiesa cattolica siro-malabarese.

## Biografia
Raphael Thattil nacque a Thrissur il 21 aprile 1956 da Ouseph e Thresia. È stato battezzato il 30 aprile successivo nella stessa città.

### Formazione e ministero sacerdotale
Ha frequentato il St. Thomas College a Thrissur e, dal 1971, il seminario minore "Santa Maria" a Thope. Ha poi studiato filosofia e teologia cattolica presso il seminario "San Tommaso Apostolo" a Kottayam.
Il 21 dicembre 1980 è stato ordinato presbitero per l'eparchia di Trichur nella basilica di Nostra Signora dei Dolori a Thrissur da monsignor Joseph Kundukulam. In seguito è stato vicario parrocchiale ad Aranattukara dal 1981 al 1982, prefetto di disciplina e vice procuratore presso il seminario minore "Santa Maria" a Thope dal 1982 e vicario parrocchiale a Koonammoochy e Cherumkuzhy per un breve periodo nel 1983. Lo stesso anno è stato inviato a Roma per studi. Nel 1988 ha conseguito il dottorato in diritto canonico orientale presso il Pontificio istituto orientale con una tesi intitolata Clerical Formation in the Syro Malabar Church: A Historico-Juridical Study. Tornato in patria stato vice-cancelliere della curia eparchiale dal 1988 al 1991; vice-rettore del seminario "Santa Maria" a Thope dal 1991 al 1992; direttore del Diocesan Biblical Catechetical Liturgical Centre dal 1992 al 1995; cancelliere e giudice eparchiale dal 1995 al 2000; primo rettore del seminario "Mary Matha" dal 1998 al 2007 e protosincello dal 2007 al 2010.

### Ministero episcopale
Il Sinodo dei vescovi della Chiesa cattolica siro-malabarese, riunitosi dal 10 al 15 gennaio 2010 a Mount Saint Thomas, presso Kakkanad-Kochi, lo ha eletto vescovo ausiliare di Trichur. Il 18 dello stesso mese papa Benedetto XVI ha concesso il suo assenso all'elezione e gli ha assegnato la sede titolare di Buruni. Ha ricevuto l'ordinazione episcopale il 10 aprile successivo nella cattedrale di Nostra Signora di Lourdes a Thrissur dall'arcieparca metropolita di Trichur Andrews Thazhath, co-consacranti l'arcieparca emerito di Trichur Jacob Thoomkuzhy e l'eparca di Palghat Jacob Manathodath. Come motto ha scelto l'espressione "To be broken and given" che è tratta dal versetto 26,26 del Vangelo secondo Matteo.
Nel marzo del 2011 ha compiuto la visita ad limina.
L'11 gennaio 2014 papa Francesco lo ha nominato visitatore apostolico per i siro-malabaresi residenti in India fuori del territorio della Chiesa Arcivescovile Maggiore.
Il 10 ottobre 2017 lo stesso pontefice lo ha nominato primo eparca della nuova eparchia di Shamshabad che comprende il territorio indiano che non è già incluso in eparchie esistenti. Ha preso possesso dell'eparchia il 7 gennaio successivo.
Nell'ottobre del 2019 ha compiuto una seconda visita ad limina.
Il 9 gennaio 2024 il Sinodo dei vescovi siro-malabaresi riunito a Mount Saint Thomas, presso Kakkanad-Kochi, lo ha eletto arcivescovo maggiore di Ernakulam-Angamaly e quindi capo della Chiesa cattolica siro-malabarese. Papa Francesco ha confermato l'elezione lo stesso giorno. Ha preso possesso del suo nuovo ufficio due giorni dopo.

## Genealogia episcopale e successione apostolica
La genealogia episcopale è:
- Cardinale Scipione Rebiba
- Cardinale Giulio Antonio Santori
- Cardinale Girolamo Bernerio, O.P.
- Arcivescovo Galeazzo Sanvitale
- Cardinale Ludovico Ludovisi
- Cardinale Luigi Caetani
- Cardinale Ulderico Carpegna
- Cardinale Paluzzo Paluzzi Altieri degli Albertoni
- Papa Benedetto XIII
- Papa Benedetto XIV
- Papa Clemente XIII
- Cardinale Marcantonio Colonna
- Cardinale Giacinto Sigismondo Gerdil, B.
- Cardinale Giulio Maria della Somaglia
- Cardinale Carlo Odescalchi, S.I.
- Cardinale Costantino Patrizi Naro
- Cardinale Lucido Maria Parocchi
- Papa Pio X
- Papa Benedetto XV
- Papa Pio XII
- Cardinale Eugène Tisserant
- Cardinale Joseph Parecattil
- Arcivescovo Jacob Thoomkuzhy
- Arcivescovo Andrews Thazhath
- Arcivescovo Raphael Thattil

La successione apostolica è:
- Cardinale George Jacob Koovakad (2024)